# Ixora densithyrsa
Ixora densithyrsa är en måreväxtart som beskrevs av De Block. Ixora densithyrsa ingår i släktet Ixora och familjen måreväxter. Inga underarter finns listade i Catalogue of Life.